# Böotischer Bund
Der Böotische Bund war ein Städtebund von 15 Poleis in der mittelgriechischen Landschaft Böotien unter der Führung Thebens, der vom 6. bis zum 4. Jahrhundert v. Chr. im antiken Griechenland existierte. Seine größte politische und militärische Bedeutung erlangte er nach der Schlacht von Leuktra im Jahr 371 v. Chr., in der ein böotisches Heer unter Führung des thebanischen Feldherrn Epaminondas die bis dahin in offener Feldschlacht als unbesiegbar geltenden Spartaner vernichtend schlug.
Der Bund gliederte sich in 11 Bezirke, denen jeweils ein gewählter Böotarch als Exekutivbeamter vorstand. Als bedeutendste Stadt des Bundes stellte Theben entsprechend der Zahl seiner Bezirke vier Böotarchen, Orchomenos und Thespiai je zwei und Tanagra einen. Zwei Amtsträger vertraten die übrigen, kleineren Städte.
Der Bund pendelte in seiner Geschichte zwischen den Polen eines Bündnisses prinzipiell gleichberechtigter Poleis und dem Machtinstrument der stärksten Polis Theben hin und her. Mit dem Erstarken Thebens unter den Staatsmännern Gorgidas, Epaminondas und Pelopidas ab ca. 380 v. Chr. nahm Theben immer mehr die Rolle der Führungsmacht ein, was darin gipfelte, dass es abtrünnige Bündner nicht nur militärisch unterwarf, sondern ab ca. 375 deren Städte zerstörte (Plataiai und Thespiai) und ihre Stimmen für die Bundesversammlung übernahm. Die Weigerung Thebens beim Friedenskongress in Sparta 371 die Bündner einzeln schwören zu lassen und damit ihre Autonomie anzuerkennen, führte zu dem spartanischen Feldzug, nach dem Theben die Führungsrolle in Hellas für einige Jahre übernehmen konnte.